# تحت‌الحمایه کل برای آرام‌سازی شرق
تحت‌الحمایه عمومی برای آرام‌سازی شرق یا تحت‌الحمایه آندونگ (چینی ساده‌شده: 安东都护府; چینی سنتی: 安東都護府; پین‌یین: Āndōng Dūhùfǔ) یک بخش اداری از سلسله تانگ چین در منچوری و بخش شمالی شبه جزیره کره بود. پس از اینکه سلسله تانگ گوگوریو را شکست داد و قلمروهای آن را ضمیمه کرد تأسیس شد. به جای باکجه و گوگوریو، سلسله تانگ حفاظت عمومی را برای آرام کردن شرق و فرماندهی اونجین ایجاد کرد. پیشنهاد ایجاد فرماندهی بزرگ گیریم توسط امپراتور گائوزونگ تانگ به پادشاه مونمو شیلا رد شد.

## تاریخ

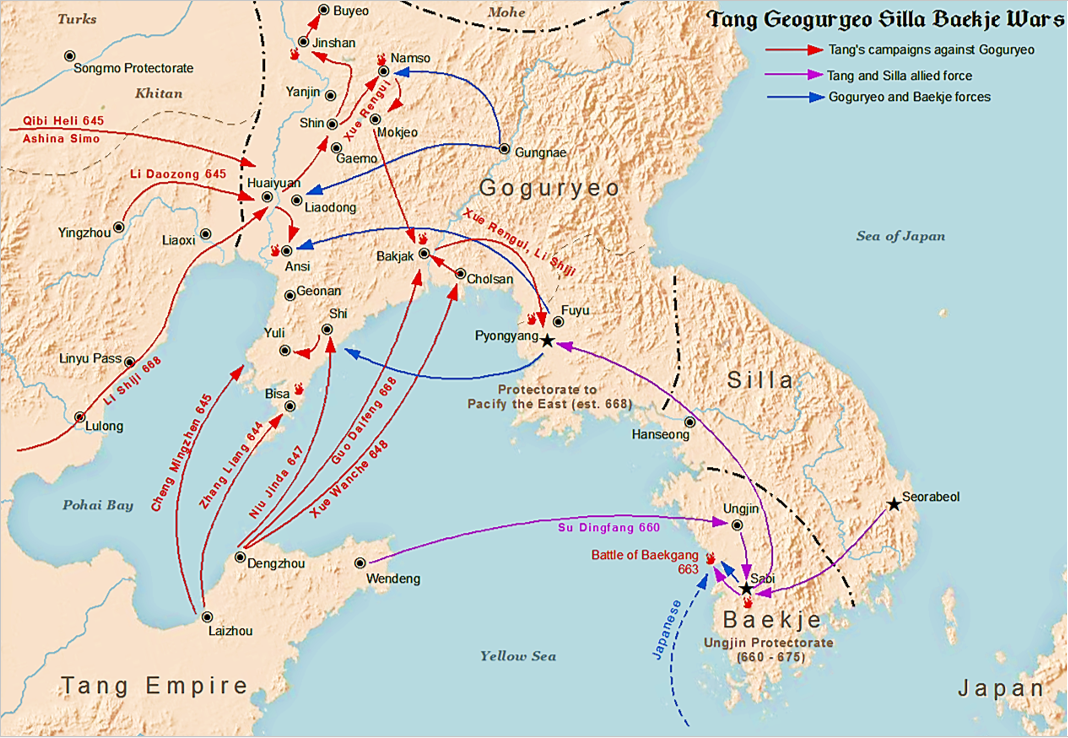
جنگ‌های گوگوریو تانگ

پس از فتح گوگوریو توسط سلسله تانگ در سال ۶۶۸، حفاظت عمومی برای آرام کردن شرق، که به عنوان تحت‌الحمایه آندونگ شناخته می‌شود، در پیونگ یانگ ایجاد شد و ظاهراً با ۲۰۰٬۰۰۰ سرباز در آن مستقر شد. این منطقه به ۹ فرماندهی، ۴۲ استان و ۱۰۰ شهرستان با حدود ۶۹۷٬۰۰۰ خانوار گوگوریو تقسیم شد.  
در سال ۶۶۹ مردم گوگوریو در پاسخ به حکومت تانگ شورش کردند. در پاسخ، تانگ ده‌ها هزار خانوار را به زور اخراج کرد و آنها را در مناطق خالی جنوب چانگ‌جیانگ (یانگ تسه) و رودخانه هوآی در چین کنونی اسکان داد. ضعیفان و فقیران پشت به وظیفه نگهبانی در خدمت حفاظت گماشته شدند.  تعداد متفاوتی از خانوارها توسط منابع مختلف ارائه شده است. به گفته سامگوک ساگی به نقل از منابع مختلف چینی، ازجمله زی‌ژی تونگ‌جیان ۳۸٬۲۰۰ خانوار، کتاب قدیمی تانگ و تونگدیان ۲۸٬۲۰۰ خانوار و کتاب جدید تانگ ۳۰٬۰۰۰ خانوار می‌گویند. و سامگوک ساگی ۳۸٬۳۰۰ خانوار. مارک کارترایت به تعداد ۲۰۰٬۰۰۰ نفری که به زور اسکان داده شده‌اند از جمله پادشاه می‌دهد. وانگ ژنپینگ ۷۸٬۰۰۰ خانوار را نشان می‌دهد.  ما داژنگ رقم بالاتری از نیمی از کل جمعیت گوگوریو را ارائه می‌دهد. این تخمین‌های ارائه شده توسط محققان چینی توسط محققان کره ای مورد اعتراض قرار می‌گیرد که آنها را به دلیل تفسیرهای غیرمنطقی و متناقض از منابع اصلی و همسویی با روایات سیاسی مرتبط با پروژه شمال شرق تحت حمایت دولت که توسط آکادمی علوم اجتماعی چین انجام شده است مورد انتقاد قرار می‌دهند.
از سال ۶۷۰ تا ۶۷۵، وفاداران گوگوریو که با شیلا همسو بودند، حملاتی را علیه چینی‌های تانگ در تمام جبهه‌های داخل و خارج از تحت‌الحمایه آغاز کردند. با کمک شیلا، ژنرال‌های گوگوریو مانند گو یونمو و ژئوم موجام پس از پیروزی در چندین نبرد سرنوشت ساز در اوگول، گادونیانگ و پائیسئو، بخش‌هایی از قلمروهای سابق گوگوریو را پس گرفتند. به عنوان مثال، گو یئونمو، در سال ۶۷۰ در کنار ژنرال سیلان، سئول اویو، یک حمله متقابل علیه ارتش تانگ در لیادونگ رهبری کرد و ارتش تانگ مستقر در منطقه را شکست داد و آن را برای مدت کوتاهی تا سال ۶۷۴ اشغال کرد در ابتدا امپراتور تایزونگ تانگ قول داد در ازای همکاری نظامی شیلا، باکجه و سرزمین‌های جنوب پیونگ یانگ را مبادله کند. با این حال تایزونگ قبل از تکمیل فتح گوگوریو درگذشت و جانشین او گائوزونگ از قول خود سرپیچی کرد. 
در سال ۶۷۱، نیروهای شیلا، تانگ را بیرون کردند.  در سال ۶۷۵ تانگ به شیلا حمله کرد و آنها را در گیونگ‌گی شکست داد.  در پاسخ، پادشاه مونمو یک مأموریت ارائه خراج را با عذرخواهی به تانگ اعزام کرد. گائوزونگ عذرخواهی مونمو را پذیرفت و نیروهای تانگ را برای مقابله با تهدید تبت در غرب خارج کرد. شیلا با مشاهده ضعف استراتژیک تانگ، پیشروی خود را در قلمرو تانگ تجدید کرد.  شیلا در سال ۶۷۶، در یک سلسله نبرد تمام قلمرو جنوب رودخانه تادونگ را تصرف کرد
در سال ۶۷۶ تانگ‌ها مجبور شدند مقر خود را به شهر قابل دفاع لیائوانگ منتقل کنند.  
در سال ۶۷۷ مقر به ژینچنگ، در فوشون کنونی، لیائونینگ منتقل شد.  
در سال ۶۶۷، بوجانگ برکنار شده گوگوریو به عنوان "فرمانده لیائودونگ پادشاهی چوسان " (کره‌ای: 요동주도독 조선왕; هانجا: 遼東州都督朝鮮王) معرفی شد. به محض ورود به لیائودونگ، او با مردم موهه نقشه کشید تا گوگوریو را احیا کنند. خبر نیات او به تانگ رسید و بوجانگ در سال ۶۸۱ به جنوب غربی چین تبعید شد. 
در سال ۷۱۴، مقر به پینگژو، در شهرستان لولونگ مدرن، کینگهوانگداو، هبی منتقل شد.  
در سال ۷۳۶، تانگ به‌طور رسمی کنترل شیلا بر جنوب رودخانه تائدونگ را به رسمیت شناخت.  در سال ۷۴۳، این کرسی به شهر قدیمی لیائوژی، احتمالاً استان یانگ (چائوانگ امروزی، لیائونینگ) منتقل شد.  
حفاظت عمومی برای آرام کردن شرق که به عنوان تحت‌الحمایه آندونگ شناخته می‌شود، در سال ۷۵۶ تضعیف شد و در سال ۷۶۱ پایان یافت.  